# You Should Be Sad
Singles de Halsey
Graveyard
(2019) Experiment on Me
(2020)
You Should Be Sad est un single de l'auteure-compositrice-interprète américaine Halsey sorti le 10 janvier 2020. Il est extrait de son troisième album studio Manic.

## Classements
| Classement (2020)                              | Meilleure position |
| ---------------------------------------------- | ------------------ |
| Allemagne (GfK Entertainment)                  | 43                 |
| Australie (ARIA)                               | 4                  |
| Autriche (Ö3 Austria Top 40)                   | 17                 |
| Belgique (Flandre Ultratop 50 Singles)         | 24                 |
| Belgique (Flandre Ultratop 50 Airplay)         | 27                 |
| Belgique (Wallonie Ultratip Bubbling Under 50) | 2                  |
| Belgique (Wallonie Ultratop 50 Airplay)        | 47                 |
| Bolivie (Monitor Latino)                       | 7                  |
| Canada (Hot 100)                               | 21                 |
| Canada (All-Format Airplay)                    | 32                 |
| Canada (Digital Songs)                         | 4                  |
| Canada (CHR/Top 40)                            | 19                 |
| Canada (Hot AC)                                | 23                 |
| Danemark (Tracklisten)                         | 38                 |
| Écosse (OCC)                                   | 14                 |
| Estonie (Eesti Tipp-40 (en))                   | 17                 |
| États-Unis (Hot 100)                           | 26                 |
| États-Unis (Adult Pop Songs)                   | 16                 |
| États-Unis (Dance/Mix Show Airplay)            | 17                 |
| États-Unis (Digital Songs)                     | 4                  |
| États-Unis (Pop Airplay)                       | 13                 |
| États-Unis (Radio Songs)                       | 32                 |
| États-Unis (Streaming Songs)                   | 23                 |
| États-Unis (Rolling Stone Top 100 (en))        | 15                 |
| France (SNEP)                                  | 133                |
| Hongrie (Stream Top 40)                        | 11                 |
| Irlande (Irish Singles Chart)                  | 5                  |
| Italie (FIMI)                                  | 83                 |
| Japon (Hot 100)                                | 44                 |
| Lituanie (AGATA)                               | 17                 |
| Mexique (Mexico Ingles Airplay (en))           | 22                 |
| Norvège (VG-lista)                             | 36                 |
| Nouvelle-Zélande (RMNZ)                        | 23                 |
| Pays-Bas (Single Top 100)                      | 50                 |
| Portugal (AFP)                                 | 57                 |
| Roumanie (Airplay 100 (en))                    | 58                 |
| Royaume-Uni (UK Singles Chart)                 | 12                 |
| Singapour (RIS (en))                           | 18                 |
| Slovaquie (IFPI Rádio)                         | 67                 |
| Slovaquie (IFPI Singles Digitál)               | 27                 |
| Slovénie (SloTop50)                            | 17                 |
| Suède (Sverigetopplistan)                      | 44                 |
| Suisse (Schweizer Hitparade)                   | 32                 |
| Tchéquie (IFPI Singles Digitál)                | 16                 |
| Ukraine (Tophit)                               | 49                 |